# Atropa baetica
El tabaco gordo (Atropa baetica Willk.) es una planta herbácea originaria del centro y sur de la península ibérica y norte de África. 
Comparte algunas características con la Atropa belladonna, como su alta concentración de alcaloides. 

## Descripción
Se trata de una planta glabra, perenne y rizomatosa, que alcanza un tamaño de hasta 170 cm de altura con tallos erectos. Las hojas son pecioladas, con limbo de hasta 13 x 7 cm, ovado, agudo, mucronado. Cáliz de hasta 10 mm. Corola de 25 mm de diámetro, aproximadamente 2 veces más larga que el cáliz, amarilla. Los frutos son bayas de 10 mm, globosas, negras. Florece en julio. Las flores son solitarias, corola con forma infundibuliforme (en forma de embudo) a campanulada.

## Distribución
Se han localizado poblaciones en las comunidades autónomas españolas de Andalucía (Jaén, donde existen poblaciones en la Sierra de Cazorla y Málaga) y Castilla-La Mancha (Cuenca, Guadalajara).
En la provincia de Guadalajara, se conoce una población en el parque natural del Alto Tajo. En la provincia de Cuenca, se han encontrado ejemplares en la Serranía de Cuenca, donde la especie hibrida con Atropa belladonna.

## Hábitat
Se encuentra en sotobosques, laderas secas rocosas o pedregosas, soleadas, en suelos calizos perturbados y nitrificados; a una altitud de 900-2000 metros.

## Química y toxicidad
Se han identificado hasta quince alcaloides, siendo la escopolamina el principal que se encuentra en las raíces.
Asimismo, las hojas de algunas especies del género Atropa pueden contener el monoterpeno 1,8-cineol, cuya ingestión puede suponer un riesgo para la salud.

## Protección
Los ejemplares de Atropa baetica en la península ibérica son muy escasos. La especie está incluida en el Atlas y Libro Rojo de la flora vascular amenazada de España y está catalogada como «en peligro de extinción», siendo por tanto protegida legalmente en  España, tanto por parte la legislación española como por parte de autonómicas.

## Taxonomía
Atropa baetica fue descrita por Heinrich Willkomm y publicado en Linnaea 25: 50, en el año 1852.
Citología
Número de cromosomas de Atropa baetica (Fam. Solanaceae) y táxones infraespecíficos: 2n=72
Etimología
Atropa: nombre genérico que fue nombrado en honor de una de las tres Moiras aquella cuyo nombre es  Άτροπος Atropos), el que corta el hilo de la vida.
baetica: epíteto geográfico que alude a su localización en la Bética.

## Nombres comunes
- Castellano: belladona de Andalucía, tabaco de pastor, tabaco filipino, tabaco gordo, tabaco verde.[15]